# جاين الكسندر
جاين الكسندر (بالإيطالية: Jane Alexander)‏ هي مقدمة تلفزيونية وعارضة وممثلة إيطالية وبريطانية، ولدت في 28 ديسمبر 1972 في المملكة المتحدة.

## أعمال

### مسلسلات
- ذا غود وايف

## وصلات خارجية
- جاين الكسندر على موقع IMDb (الإنجليزية)
- جاين الكسندر على موقع قاعدة بيانات الأفلام السويدية (السويدية)
- جاين الكسندر على موقع إن إن دي بي (الإنجليزية)
- جاين الكسندر على موقع قاعدة بيانات الفيلم (الإنجليزية)
- جاين الكسندر على موقع كينوبويسك (الروسية)